# Limnephilus pollux
Limnephilus pollux är en nattsländeart som beskrevs av Oliver S. Flint Jr. 1967. Limnephilus pollux ingår i släktet Limnephilus och familjen husmasknattsländor. Inga underarter finns listade i Catalogue of Life.